# Greven på Hittegodset
Greven på Hittegodset var et dansk underholdningsprogram, sendt i 1996 på TV 2. Programmet blev indkøbt som koncept og kostede flere millioner. Værten i programmet var Eddie Michel. Greven på Hittegodset afløste det populære underholdningsprogram Eleva2ren, der havde kørt i otte år. Det blev dog uhyre dårligt modtaget af publikum, bl.a. det lyserøde tøjdyr ved navn Blobby (en) faldt mange for brystet, og selvom der var planlagt 13 afsnit, blev det stoppet efter de første seks.